# Ndifreke Udo
Ndifreke Udo (Calabar, Nigeria, 15 de agosto de 1998) es un futbolista nigeriano que juega en la demarcación de delantero para el Akwa United de la Liga Premier de Nigeria.

## Selección nacional
Tras jugar con la selección de fútbol sub-23 de Nigeria finalmente hizo su debut con la selección absoluta el 26 de marzo de 2019 en un encuentro amistoso contra Egipto que finalizó con un resultado de 1-0 a favor del combinado nigeriano tras el gol de Paul Onuachu.

### Participaciones en Juegos Olímpicos
| Juegos Olímpicos                        | Sede   | Resultado     | Partidos | Goles |
| --------------------------------------- | ------ | ------------- | -------- | ----- |
| Juegos Olímpicos de Río de Janeiro 2016 | Brasil | Tercer puesto | 1        | 0     |

## Clubes
| Club             | País    | Año       | Partidos | Goles |
| ---------------- | ------- | --------- | -------- | ----- |
| Abia Warriors FC | Nigeria | 2016-2019 | 92       | 40    |
| Akwa United      | Nigeria | 2019-     | 11       | 5     |